# Église Saint-Hubert des Marêts
L'église Saint-Hubert est une église catholique située aux Marêts, en France.

## Localisation
L'église est située dans le département français de Seine-et-Marne, sur la commune des Marêts.

## Historique
L'édifice est classé au titre des monuments historiques en 1920.